# Pseudeuptychia languida
Pseudeuptychia languida är en fjärilsart som beskrevs av Butler 1874. Pseudeuptychia languida ingår i släktet Pseudeuptychia och familjen praktfjärilar. Inga underarter finns listade i Catalogue of Life.